# Lymnas hillapana
Lymnas hillapana är en fjärilsart som beskrevs av Johannes Karl Max Röber 1905. Lymnas hillapana ingår i släktet Lymnas och familjen Riodinidae. Inga underarter finns listade i Catalogue of Life.